# Солунски юнак
„Солунски юнак“ е българско юнашко дружество, съществувало в Солун, Османската империя от 1908 до 1913 година.
Дружеството е основано в 1908 година след реформите на Младотурската революция. Управата на дружеството се състои от Иван Васков (председател), Д. Малинов (подпредседател), Даниел Бланшу, учител по гимнастика в Солунската българска гимназия (главатар), Д. Ангелов (секретар), П. Манчев (домакин), М. Богданов и Т. Бошков (съветници). Следвайки моделите на организацията на юнашките дружества в България, уставът на солунското гимнастическо дружество прокламира сред неговите цели „да поддържа здравието, да развие и заякчи физическите сили на телото“, да развие дружелюбието между членовете си, да поддържа патриотическото чувство.
Членовете имат свои униформи и тренират на открито. Формират свой оркестър с 35 инструмента и културно-просветни секции. Издържат се сами и с дарения от Екзархията.
Участва на събора в София в 1910 година, а 1 чета от 10 души – на събора в Прага в 1912 година. В 1912 година определя Панче п. Панов за свой делегат на Учредителния конгрес на отоманските гимнастически дружества на 16 август същата година.
Дружеството е закрито от новите гръцки власти след Междусъюзническата война.
- Печати на Българското гимнастическо дружество в Солун
- Пълномощно на Панче п. Панов за делегат на солунските българи на Учредителния конгрес на отоманските гимнастически дружества, 1912 година
- Програма на Гимнастическото дружество на отоманските българи в Солун за екскурзия в Кукуш на 26 и 27 март 1912 г., л. 1
- Програма на Гимнастическото дружество на отоманските българи в Солун за екскурзия в Кукуш на 26 и 27 март 1912 г., л. 2